# Marius Vasselon
Pour les articles homonymes, voir Vasselon.
 (janvier 2013).
Marius Vasselon, pseudonyme de Claude-Marie Vasselon, né à Saint-Étienne le 20 juin 1841 et mort à Paris (IXe arrondissement) le 18 novembre 1924 est un peintre français.
Il est le fils du peintre Édouard Vasselon (1814-1884)  et d’Émilie Roussel du Martray (1849 -1882) et frère d'Alice Vasselon (1849-1893) également peintre spécialisée dans les natures mortes florales ainsi que les scènes de genre.

## Biographie

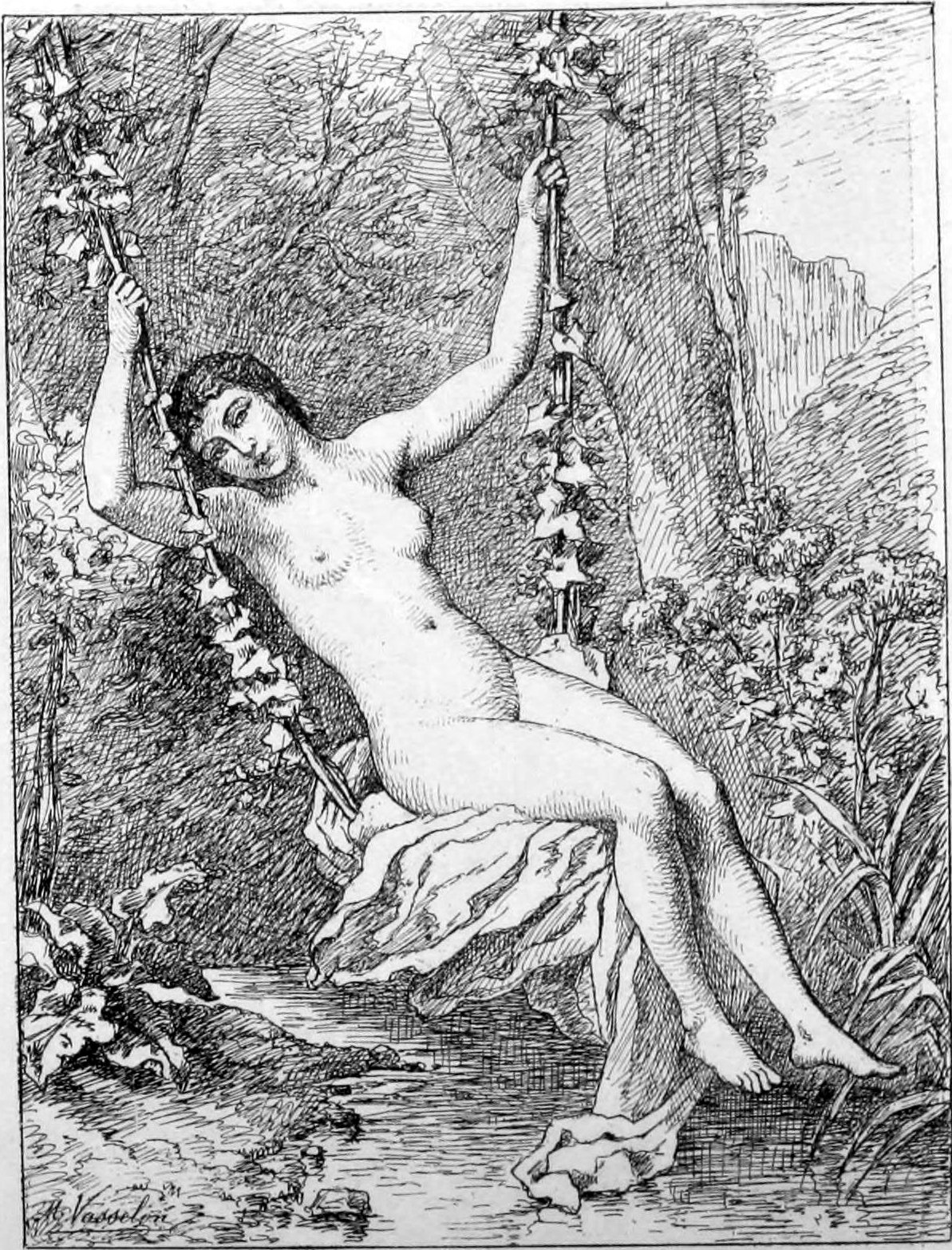
Sara la baigneuse (Salon de 1890).

Marius Vasselon a été l'élève de Léon Bonnat et de Pierre Adrien Chabal-Dessurgey,.
Le 28 janvier 1882, il épouse à Paris (XXe arrondissement) Hortense Dury-Vasselon (née Hortense Dury), peintre de fleurs. Sur l'acte il est domicilé 2 rue Sainte Eleuthère et elle 274 rue de Belleville.
Le couple aura trois filles : Gabrielle, Jeanne et Marthe. De cette dernière est né le peintre et illustrateur Claude Le Baube (petit-fils de Claude-Marie Vasselon. Le photographe Guy Le Baube, fils du peintre Claude Le Baube est lui-même arrière-petit-fils de l'artiste).
Marius Vasselon vit et travaille ensuite dans le quartier Montmartre, 2 rue Crétet. A partir de 1892, il peint une partie de l'année à La Baule où il fait construire une maison dans laquelle il a installé un second atelier, la "Villa Ker Marthe".
Marius Vasselon était peintre paysagiste, portraitiste mais aussi peintre de natures mortes, de nus, de scènes de genre et d'histoire (allégoriques et mythologiques).
A partir de 1860, il dessine et peint des paysages des bords de Seine et des environs de Paris : Argenteuil (1860), Bois de Boulogne (1860), Passy (1860), Joinville (1861), Issy (1861), Montmartre, puis, pendant ses séjours estivaux, de la presqu'île guérandaise. . Il voyage aussi à Bruxelles, Gand, Amsterdam, remonte le Rhin jusqu'à Mayence, puis Strasbourg en 1910.
Il expose au Salon de 1863 à 1884 : 1863 (Coupe de fleurs, souvenir du jardin du Luxembourg), 1864 (Une matinée de printemps, fleurs), 1865 (Fruits et fleurs), 1866 (Fleurs, souvenir de Trianon), 1868 (Bords de l'Yonne à Asnois), 1869 (Vue prise de l'ile Saint-Ouen, effet de soir), 1870 (Matinée d'été, paysage), 1877 (Portrait de Mme G ... ;  Orphée), 1878 (La Cigale), 1879 (Musette), 1880 (Jésus-Christ).
Devenu membre à partir de 1890 du Salon des artistes français il y expose aussi régulièrement :1890  (Sara la baigneuse), 1896 (Jeune fille et primevères), 1908 (La Jeune baigneuse), 1910 (Le Jeune pêcheur), 1911 (Jeunes femmes en barque), hiver 1911 (Le Repos), 1912 (La Jeune baigneuse), hiver 1913 (La Marguerite), 1914 (La Source) et en hiver 1914 (La Chiromancienne). Il expose également au Salon d'hiver de 1908 à 1924.
Plusieurs de ses tableaux sont exposées au Musée des Beaux-Arts de Tours dont Sainte Madeleine (1887), Orphée (1879) ou le Portrait de Constant Hennion, (1898). Ses œuvres sont présentées régulièrement en ventes publiques.
Marius Vasselon était Officier de l'Instruction Publique.
Il décède 1e 18 novembre 1924, quelques mois après son épouse, en son atelier de la rue Crétet dans le IXe arrondissement

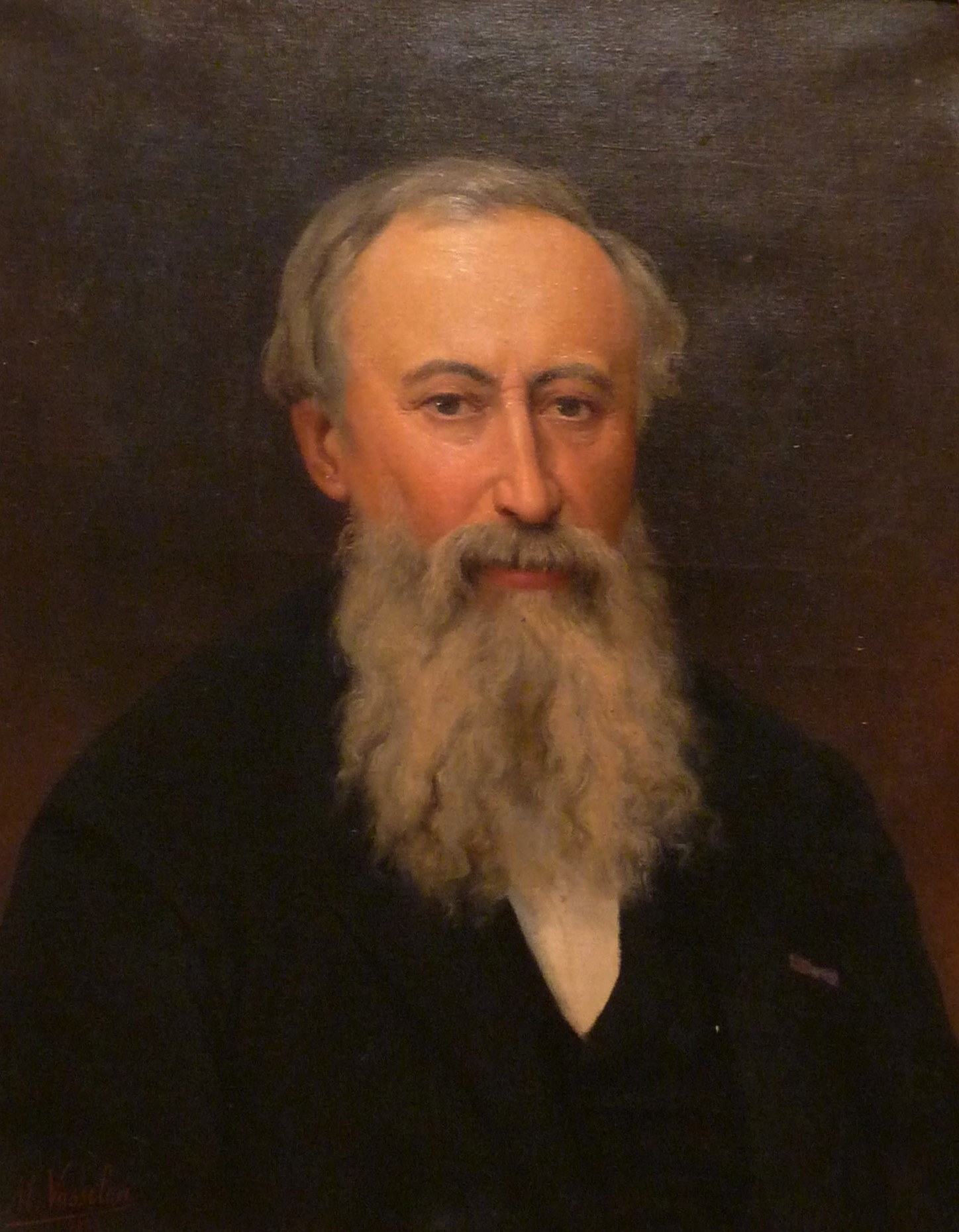
Musée des Beaux Arts de Tours - Marius Vasselon - Portrait de Constant Hennion 1898

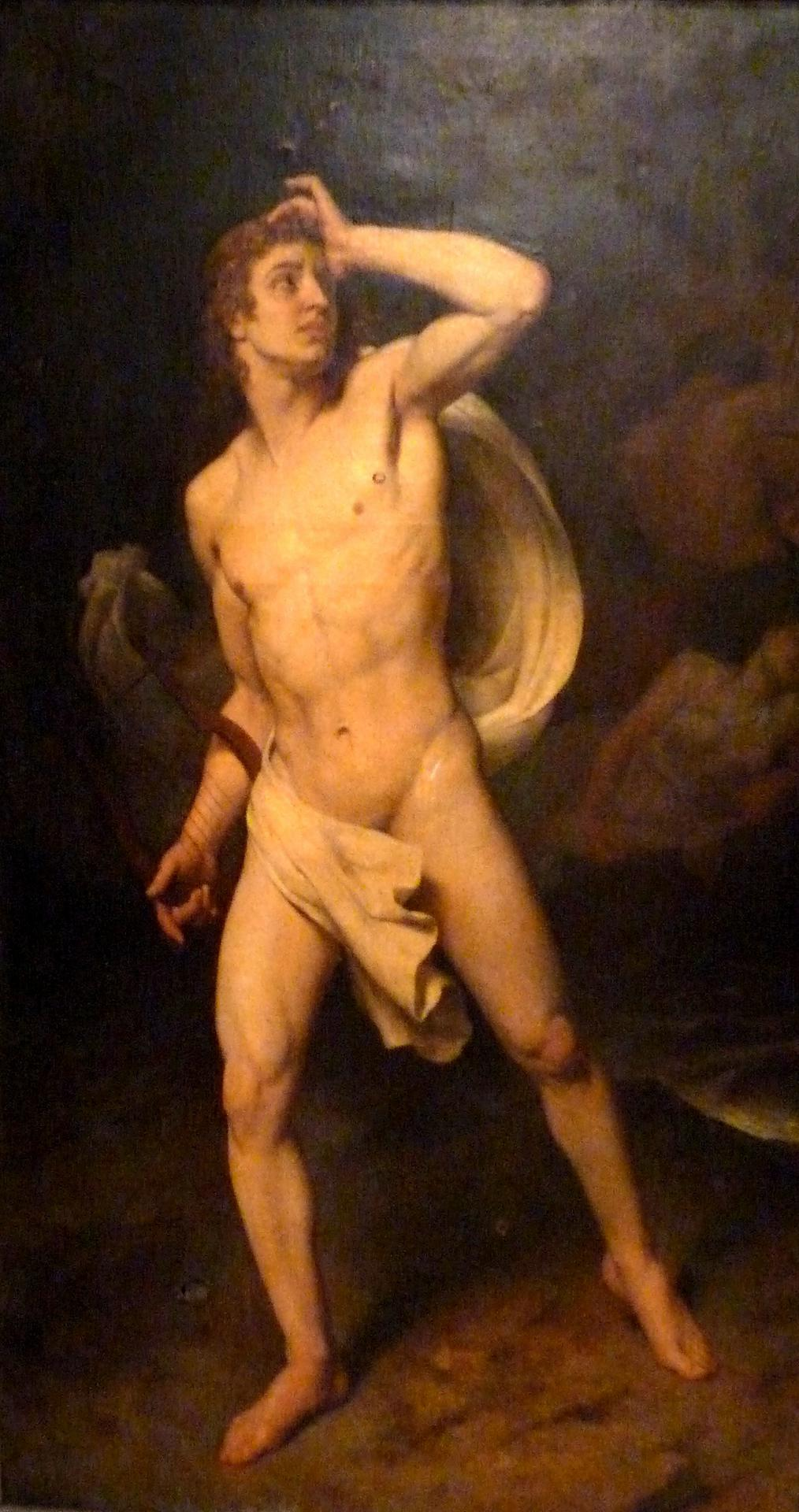
Musée des Beaux Arts de Tours - Marius Vasselon -Orphée 1879

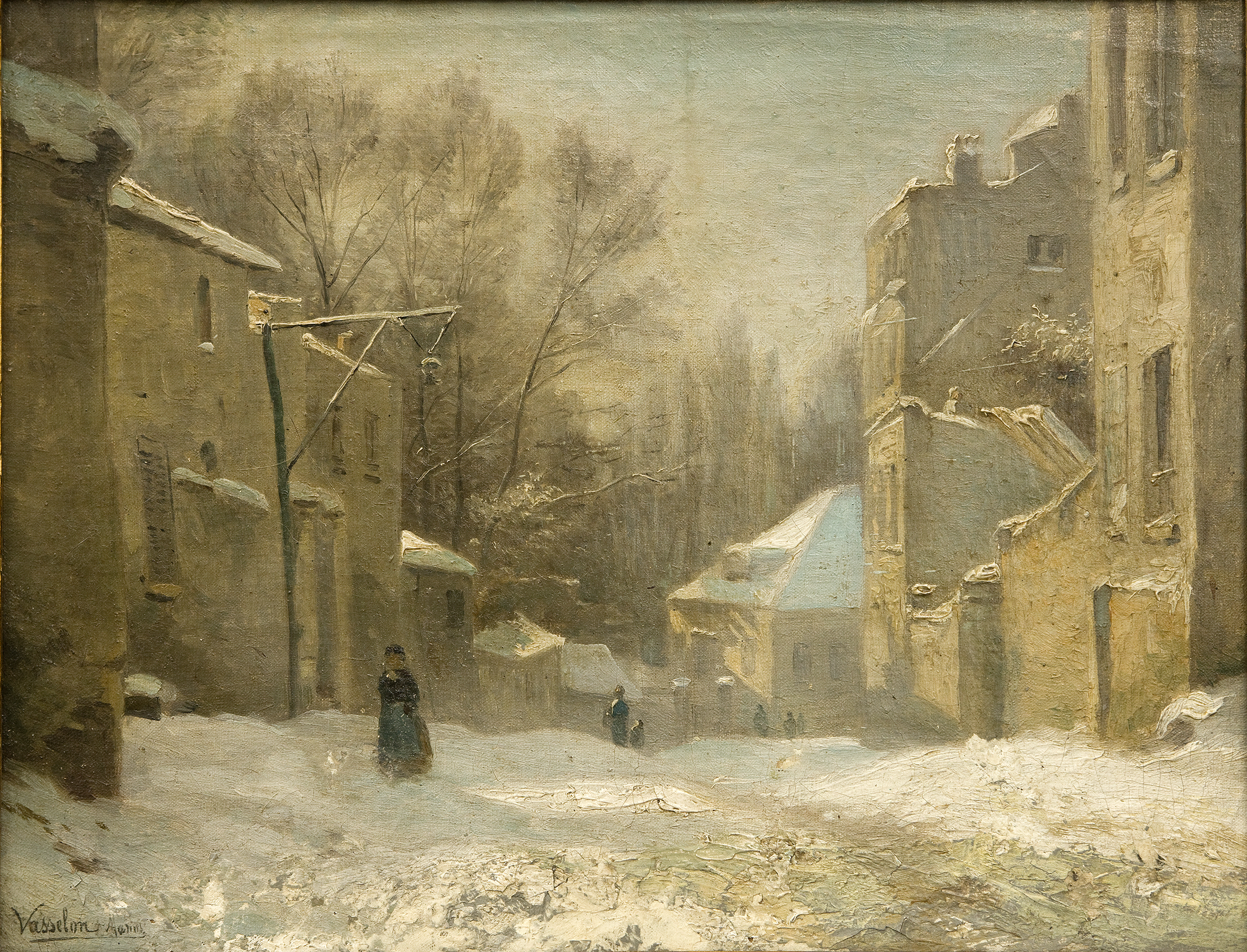
Marius Vasselon Rue de Montmartre sous la neige - vers 1900

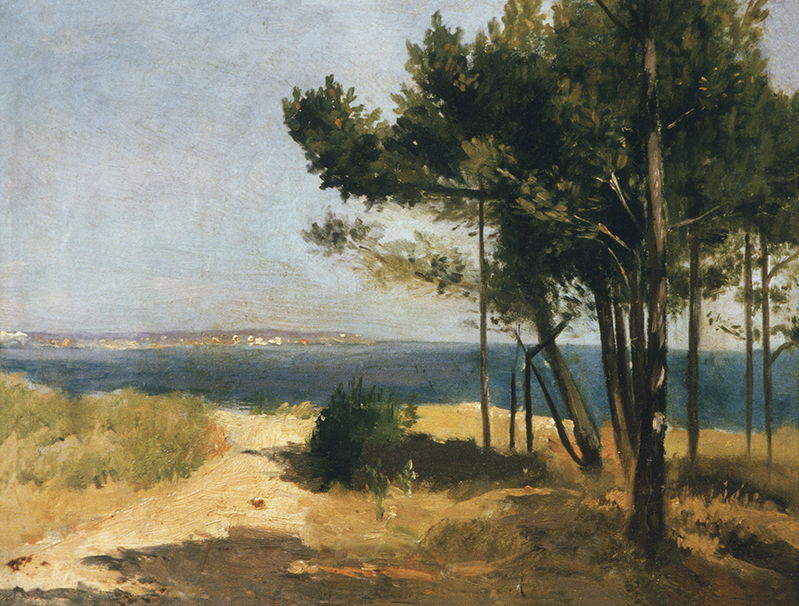
Marius Vasselon - La Baule vers 1900

## Œuvres référencées
- Allégories de la musique, ensemble de quatre huiles sur toiles représentant une femme jouant un instrument et entourée de grotesques, 205 × 160 cm, 205 × 180 cm, 205 × 217 cm, 205 × 217 cm, localisation inconnue[17].
- Jeune femme aux oisillons, 1903, huile sur toile, 65 × 54 cm, localisation inconnue[18].